# Kardos-Horváth János
Kardos-Horváth János (született: Horváth János) (Budapest, 1981. augusztus 27. –) magyar énekes, zenész, dalszövegíró.

## Korai évek
1994 karácsonyán, tizenhárom éves korában szülei meglepték egy ukrán gitárral és egy Muszty-Dobay gitáriskolával.
Első gitáróráit Kovács Áron ének-zene tanártól kapta, és még abban az évben nagy sikere volt gitártudásának az iskolai táborban.
Amatőr zenekarok, iskolai Ki mit tud? rendezvényeken való részvétel, további nyári táborok, valamint az első saját dal követte az eseményeket, amelynek címe Kelet-Berlin. Nővére mikrofon bemenetes, kétkazettás magnójára készült az első önálló lemez, melyben már csírázott az ironikus romantika bizonyos elfeledett kor után. Zenei műveltségét továbbcsiszolta, gyűjteményében megtalálhatók: teljes magyar ’60-as és ’70-es évek, valamint The Beatles (Paul McCartney és John Lennon szólólemezei is), Nirvana, Oasis, Dire Straits.
Első stúdiófelvételét a Hattyúk Tava zenekarral készítette, melyben ének-gitár volt a posztja. A négy dalos demón két dalt Tóth Balázs (FeketeBlues, Kutyák), kettőt pedig ő jegyzett (Ivett, Legendák Földje). A zenekar néhány koncert és még egy próbatermi koncertfelvétel után – ami a Tóth testvérek érdi házában volt - feloszlott.
Az ezt követő Zuzmó zenekar 2000-ben alakult. Puller István humora, zenei és általános műveltsége lenyűgözte és amikor megmutatta Jánosnak a Kispál és a Borz akkor Velőrózsák című lemezét, új erőre kapott és együtt elhatározták, hogy csinálnak valamit. Dalos demó következett a budapesti City Sound stúdióban, ahol az a dobos volt a hangmérnökük (Kiss Attila), aki az Ágy asztal tévé című Kispál lemezt feldobolta. A lemezen két dalt Puller (Pamat, Sakál a metró területén), egyet János írt (Azt mondták) és feldolgozták a Helikoffer című, Halász Judit által énekelt Bródy dalt is. A Zuzmón keresztül ismerkedett meg Karányi Danival. A zenekar második demója már egészen súlyos hangulatú lett, János ekkor elment katonának.
A 2009-es európai parlamenti választáson a Lehet Más a Politika–Humanista Párt közös listáján szerepelt, a 2014-es országgyűlési választáson az LMP szentendrei egyéni jelöltje volt.
2011 januárjában a második sajtószabadság-tüntetésen a Parlament előtt eljátszotta a nagy port kavart "Feri, segíteni kell, gyere vissza" című szerzeményét.

## Kaukázus
Tatabányán egy kulturális esten János előadta két saját dalát mely után kapcsolatba lépett vele Fűrész Gábor, egy zenekar ötletét vetve fel. Röviddel ezután Fodor Máriusz is megkereste. Előbbiből lett a Kaukázus, utóbbiból a Magashegyi Underground.
A Kaukázus alulról jövő zenekar kiadók és profi körülmények nélkül, önkéntesek és barátok, ismerősök által vált azzá ami jelenleg is. Egy rendszerkritikus zenekar, amely olyan üzeneteket fogalmaz meg, amelyek erősen ökotudatosak. Ez a fajta Globkrit a zenekart megkülönböztette a többitől. A zeneileg eklektikus Majdnem Kína első lemez, az elektro stílusú MIR lemez és a kettő keveréke: Amerika Nem Hazudik.
A lemezpiac válságára, feleslegessé válására hívták fel a figyelmet, amikor minden Kaukázus dal ingyenesen elérhetővé vált az interneten. A 2006-ban újraszerveződött MR2 Petőfi Rádió országos ismertséget adott a zenekarnak. A Kaukázus rövid, alig 6 éves időszakában rengeteg koncert, és jó néhány klip készült a zenekar dalaira, a legemlékezetesebb koncertek: MüPa akusztikus koncert, LGT ikon-koncert, MR2 Akusztik című műsora, VOLT Fesztivál nagyszínpad, Sziget nagyszínpad (zene a rasszizmus ellen), illetve a talán legsikeresebb búcsúkoncert a Gödör-klub nagytermében.

## Kafkaz
A Kafkaz minden Kardos-Horváth János dal előszobája, és ez az amit a legeslegjobban szeret csinálni, mint zenész: egy szál gitárral kis helyeken a dalait játszani. Ennél csak az jobb, ha zenészbarátai is vele játszanak, mondta egyszer. 2009-ben ismerkedett meg Jamie Winchesterrel, akivel azóta már sokat dolgozott együtt, többek között a Földlakó és a Kisfogyasztók lemezen. Jamie vendégként szokott jönni a koncertekre. Másik állandó zenésztársa Domokos Tibor, aki az Óperentzia zenekarban billentyűs, a Kafkazban pedig akusztikus gitáron játszik és kísér.
A Kafkaz egy fantáziaszó. Egyfelől a Nagy-Kaukázus hegységet oroszul Kavkaznak mondják, másfelől pedig Az átváltozás című regény írója, Franz Kafka neve is feltűnik a szóban. E kettő összeolvasztásából született a név. A Kafkaz egy akusztikus kis zenekar. Zenei stílusát tekintve a popzene nagy halmazába tartozik, azon belül már megoszlanak a vélemények.

## Gyerekzenék
Kardos-Horváth János öt évig volt a Kaukázus zenekar frontembere, így főállású zenészként szinte magától értetődő volt, hogy a gyermekek figyelmének lekötésére is zenét írt. A kicsik növekedésével párhuzamosan nőtt a dalok száma, tágult a bennük megjelenő világ. A projekthez szervezett csapat a Hahó Együttes nevet kapta. 
Hamarosan kiadvány is született belőle. Ez a lapozókönyv és a dalokat tartalmazó CD egyszerre szól a 2-8 éves kor közötti gyermekekhez és a szülőkhöz, a világra nyitott, gondolkodó, együtt olvasó és az olvasmányokról beszélgető társakhoz. Színes-hangos híradás az élet apróbb-cseprőbb problémáiról, kérdéseiről, konfliktusairól; a világrajövetelről a honnan jövünk – hová megyünk örök körforgásáról, a különbözőségekről és hasonlóságokról, a gyermekeket körülvevő kicsiny, de mégis óriási világ rezdüléseiről, Kardos-Horváth Jánosra jellemző érzékenységgel, könnyedséggel és kedvességgel. A később megjelent albumokon egyebek mellett a hazai alternatív rock műfaj ismertebb zenéinek gyerekdalosra átfogalmazott verzióit adják elő azok eredeti előadói.
Az első album elkészítésében társai voltak: Jamie Winchester, Bánházi Gábor, Domokos Tibor (Óperentzia zenekar), Berkó Gábor, Boros Gábor, Bakai Marci, Márti, Víg Mihály (Balaton), Copy Con.
A Hahó Együttesnek négy albuma jelent meg eddig: Földlakó, Kisfogyasztók, Rózsi néni sok a szatyor és a Tyúkhúr.

## Kiadványok
- Majdnem Kína (Kaukázus, demo, 2002)
- Majdnem Kína (Kaukázus, 2004)
- MIR (Kaukázus, demo, 2004)
- MIR (Kaukázus, 2005)
- MIR (Kaukázus, B oldalas számok, 2005)
- Amerika nem hazudik (Kaukázus, demo, 2006)
- Amerika nem hazudik (Kaukázus, 2006)
- Lőttek a medvének (Kafkaz, unplugged, 2007)
- Szelektív (Kafkaz, unplugged, 2007)
- Szalai Éva (EP, 2008)
- Lemezbenyugtató (Kaukázus, 2008)
- Zöldhatár (Kafkaz, 2010)
- Családipótlék (Kafkaz, 2010)
- Földlakó (EMI Music & Services, 2010)
- Malteregó (Kafkaz, 2012)
- K.U.S. (Kérni Ugyanazt Semmi) (Kaukázus, 2014)
- 40 Mínusz (KHJ 2014)

## Könyv
- Földlakó 2.0; 2. jav. kiad.; Garbo, Bp., 2015

## Díjak, elismerések
- 2008. augusztus 20-án Kiss Péter kancelláriaminisztertől átvehette a Magyar Köztársasági Ezüst Érdemkereszt kitüntetést.
- 2021-ben "Egyetlen szó" című dalával megnyerte "A Dal 2021" országos versenyt
- Egyúttal megnyerte az „Év Dala” Petőfi Zenei Díjat és a "A Dal 2021 Legjobb Dalszöveg Írója" elismerést is.

## Hivatalos oldalak
- kardoshorvathjanos.hu
- facebook.com / KardosHorvathJanosOfficial
- youtube.com / KHJOfficial
- soundcloud.com / kardoshorvathjanos